# Náměstí Makedonie
Náměstí Makedonie (makedonsky Плоштад Македонија) je hlavní náměstí v severomakedonské metropoli Skopje. Nachází se v centru města, na břehu řeky Vardaru.
Na rozdíl od celé řady jiných náměstí, která vznikla z přirozených otevřených prostranství a trhů, vzniklo Náměstí Makedonie uměle během existence meziválečné Jugoslávie. Centrální část města, nesoucího po staletí orientální ráz, byla zbourána, a na jeho místě vzniklo rozsáhlé náměstí, obklopené evropskými budovami a paláci (dnes se z nich dochoval pouze Ristićův palác; Palác Mazura a Dům důstojníků padly za oběť rozsáhlému zemětřesení). 
Poté, co se v Jugoslávii k moci dostali komunisté a začal být systematicky rozvíjen kult Josipa Broze Tita bylo náměstí přejmenováno po partyzánském vůdci. Současný název má od roku 1991, kdy makedonská republika vyhlásila nezávislost.
Významně svojí podobu změnilo náměstí jak po zemětřesení v roce 1963, tak i během realizace projektu Skopje 2014, kdy byly v centru makedonské metropole obnoveny původní budovy, zničené při otřesech, či vybudovány zcela nové. Náměstí bylo zkrášleno sochami významných postav z makedonských dějin, z nichž největší je 22 m vysoká socha "jezdce na koni", neformálně známá též jako socha Alexandra Makedonského.